# Goas
Goas é uma comuna francesa na região administrativa de Occitânia, no departamento de Tarn-et-Garonne. Estende-se por uma área de 2,69 km². Em 2010 a comuna tinha 39 habitantes (densidade: 14,5 hab./km²).